# Anne d'Este

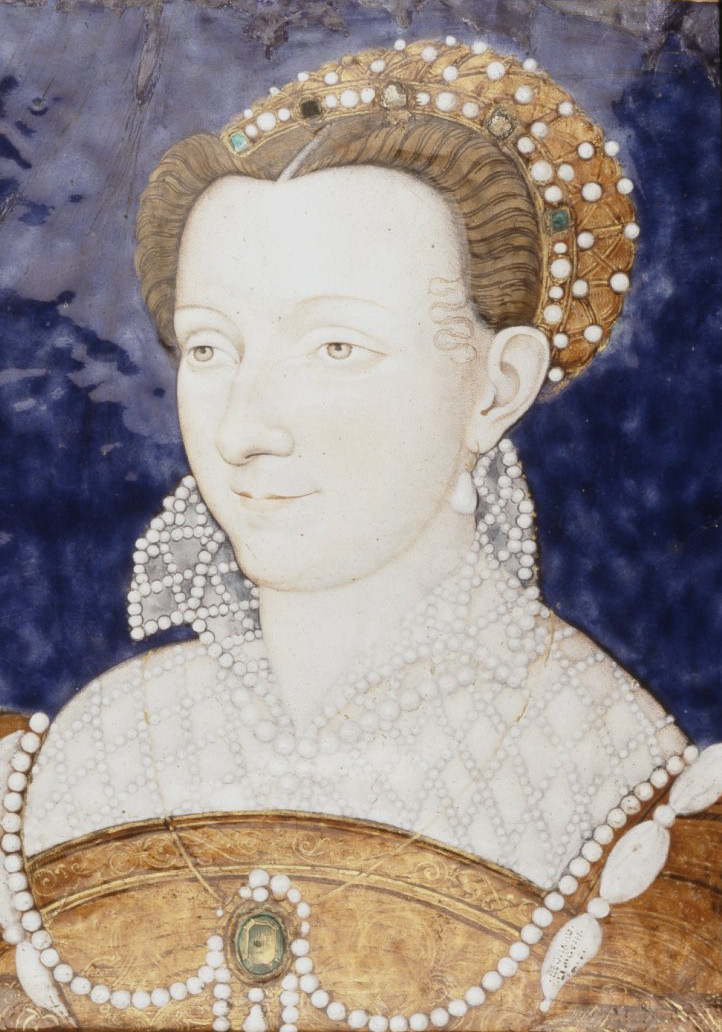
Portrait d'Anne d'Este par Léonard Limosin, vers 1570, émail peint sur cuivre,. Londres, British Museum, Waddesdon Bequest, WB$.

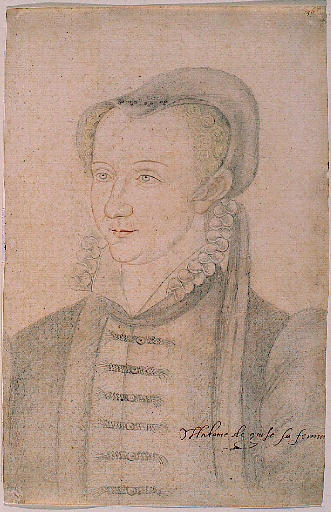
Portrait d'Anne d'Este, artiste inconnu, deuxième moitié du XVIe siècle, dessin,.
Fécamp, Musée des arts et de l’enfance, inventaire FEC 17.

Anne d’Este, connue aussi sous le nom d'Anna d’Este, née le 16 novembre 1531 à Ferrare, et morte le 17 mai 1607 à Paris, est une princesse franco-italienne.
Elle était la fille aînée d'Hercule II d'Este, duc de Ferrare, et de la princesse Renée de France. Duchesse de Guise par son premier mariage, puis de Nemours par le second, elle fut une figure importante de la cour de France pendant les guerres de Religion. Elle poursuivit notamment en justice l'amiral de Coligny, qu'elle jugeait responsable de l'assassinat de son premier mari. Après l'assassinat de ses deux fils par le roi Henri III, elle soutint activement la Ligue.

## Biographie

### Premier mariage
Née en 1531 à Ferrare, Anne d’Este, fille de Renée de France et d'Hercule II d'Este, passa son enfance dans cette ville où elle reçut une excellente éducation. En 1548, après de longues et difficiles négociations, elle fut mariée à François de Guise, duc d’Aumale, fils de Claude de Lorraine, duc de Guise et militaire illustre et héros sauveur de la France à l'image de son père. Le contrat de mariage fut signé le 28 septembre à Ferrare, et le mariage eut lieu le 16 décembre au château de Saint-Germain-en-Laye. La princesse ne retourna jamais en Italie.
Par sa mère, Anne d’Este était petite-fille de Louis XII, et de ce fait cousine d'Henri II. Son mariage la fit rentrer dans la toute puissante famille des Guise, et sa provenance italienne la liait de façon particulière à Catherine de Médicis.
Dès son arrivée, la jeune fille de 17 ans jouit donc d’une position prééminente à la cour. Devenue duchesse de Guise après la mort de son beau-père en 1550, Anne d’Este devint l’administratrice, avec sa belle-mère Antoinette de Bourbon, du patrimoine des Guise. Dans le même temps, la princesse jouait le rôle d’intermédiaire entre la cour de Ferrare et celle de France, où elle intercédait pour les affaires de son père. De son premier mariage elle eut sept enfants, dont quatre parvinrent à l’âge adulte.
En février 1563, son mari fut assassiné. L’assassin Jean de Poltrot de Méré fut saisi et condamné à être écartelé. Anne d’Este essaya par tous les moyens de poursuivre juridiquement Gaspard de Coligny, chef des huguenots, qu’elle tenait pour responsable de l’attentat. Pendant trois ans, la veuve pressa le roi et ses juges de lui rendre justice, mais en janvier 1566 le conseil du roi déclara Coligny innocent du meurtre et ordonna « silence perpétuel » en cette affaire. Nombreux furent ceux qui virent la vengeance de la veuve du duc de Guise dans le coup de feu qui ne rata la poitrine de Coligny que par miracle, au matin du 22 août 1572, et qui fut le signal du départ des massacres de la Saint-Barthélemy. Il est néanmoins difficile de savoir quel rôle exact joua Anne d’Este dans cette affaire, et plus largement dans les massacres de la Saint-Barthélemy.

### Second mariage
Le 5 mai 1566, à Saint-Maur-des-Fossés, Anne d’Este se remariait avec Jacques de Savoie-Nemours, duc de Nemours et de Genevois. On disait à la cour que, malgré les années, elle était toujours aussi belle et avait conservé sa jeunesse. Jacques de Savoie avait été épris d'elle il y a fort longtemps et l'avait soutenue lors de la mort de son époux. À partir de cette date, elle passa la plus grande partie de son temps à Annecy, ou en voyages entre le Genevois et la cour de France.
Après la mort de son second mari, en 1585, la princesse vécut surtout à Paris, dans son hôtel dit hôtel de Nemours, localisé sur la rive gauche de la Seine, dans l’actuelle rue Séguier.

### Princesse de la Ligue
Avec la formation de la Ligue catholique, dans laquelle ses fils jouèrent un rôle de premier plan, son importance politique augmenta considérablement. En décembre 1588, Henri III fit assassiner ses deux fils aînés au château de Blois et elle-même fut emprisonnée.
Après sa libération dès février 1589, elle regagna Paris où elle joua un rôle actif dans l'organisation de la Ligue. Quelques-uns de ses contemporains la tenaient pour la commanditaire de l’assassinat du roi. Nommée « reine-mère » par la Ligue, la princesse fut l’une des figures principales de la capitale alors assiégée par les troupes d’Henri IV. Pendant cette période, elle occupait le palais de l'ancienne reine-mère Catherine de Médicis, siège du pouvoir et des soirées mondaines sous Henri III. Elle y résidait et y avait fait faire quelques travaux.
Dans la rivalité qui opposa ses deux fils Charles de Mayenne et Charles-Emmanuel de Savoie-Nemours, elle prit parti pour ce dernier et chercha à le faire libérer quand il fut emprisonné à Lyon par les autorités de la ville en 1593. Après la conversion au catholicisme d'Henri IV, elle le reconnut comme roi et tenta de convaincre ses fils rebelles d’en faire autant.
À sa mort, le 17 mai 1607, la valeur de ses biens mobiliers atteignait un peu plus de 4000 livres. Ses entrailles furent enterrées à Paris et son cœur dans le caveau des Guise à Joinville. Son corps fut transporté à Annecy, où il fut enterré à côté de celui de son second mari. Aucune de ces sépultures n’a été conservée.

## Importance
À bien des égards, Anne d’Este représente le type même de la femme de la haute aristocratie de la seconde moitié du XVIe siècle. Comme la plupart des princesses de son temps, elle gère un important patrimoine, arrange les mariages et les carrières de ses enfants, intercède à la cour pour ses protégés, et entretient une correspondance assidue avec la noblesse européenne. Le pouvoir d’Anne d’Este reposait sur l’efficacité de ses réseaux, et surtout ses relations avec sa mère et sa belle-mère, mais aussi avec les reines successives, la reine-mère et les grandes princesses du royaume.
Sa situation dans la tourmente des guerres de religion ne diffère pas non plus beaucoup de celles de beaucoup d’autres princesses. Sa mère était calviniste, et son père, ses maris et ses fils furent tous des catholiques plus ou moins radicaux. Pour la princesse, comme pour beaucoup de ses contemporains, les liens familiaux et les réseaux de relations étaient au moins aussi importants que les convictions religieuses.
Anne d’Este bénéficiait également d’un statut spécial à la cour de France, en sa qualité de petite-fille de Louis XII. Ce sont ses procès qui le font apparaître. La noblesse française menait une multitude de procès, même pour des causes mineures. Mais quand Renée de France et sa fille disputèrent la moitié de la Bretagne au roi, elles le firent en tant que fille et petite-fille d’un roi de France, et Anne d’Este agit de la même façon dans ses propres actions de justice. Elle en jouait si bien que, même si elle perdait un procès, le roi et ses juges se voyaient contraints de consentir à des compromis très favorables pour elle.

## Descendance
De sa première union avec François de Guise sont issus :
- Henri Ier de Guise (1550-1588), duc de Guise, marié en 1570 à Catherine de Clèves (1549-1633)
- Catherine de Lorraine (1552-1596), mariée en 1570 à Louis III de Montpensier (1513-1582)
- Charles de Mayenne (1554-1611), duc de Mayenne, marié en 1576 à Henriette de Savoie-Villars (?-1611)
- Louis de Lorraine (1555-1588), cardinal de Guise

De sa seconde union avec Jacques de Savoie-Nemours sont issus :
- Charles-Emmanuel de Savoie-Nemours (1567-1595), duc de Nemours
- Henri Ier de Savoie-Nemours (1572-1632), duc de Nemours, marié en 1618 à Anne d'Aumale (1600-1638)

### Sources primaires
- Marc-Claude de Buttet (1530-1586), gentilhomme et poète savoisien (XVIe siècle) : « Sur la venue de très illustre princesse Anne d'Este, duchesse de Nemours et Genevois, en sa ville d'Annessi ». Édition François Pomar aîné, Chambéry, 1566.
- Pierre Matthieu, La Guisiade (1589). Édition établie par Louis Lobbes. Genève, Droz, 1990. (ISSN 0257-4063)
- Severin Bertrand, Oraison funebre sur le trespas de tres-haulte, tres-illustre et tres-vertueuse Princesse Anne d’Est’, Duchesse de Chartres, de Guyse, Nemours, Genevois, &c. Paris 1607.
- Le sieur de La Palud, Discours funebre sur la mort de tres-Illustre Princesse Anne D’est Duchesse de Genevois, Nemours, Chartres, &c. Chambery (1609).
- Francesco Agostino della Chiesa, Theatro delle donne letterate, con vn breve discorso della preminenza, e perfettione del sesso donnesco. Mondovi 1620.
- Hilarion de Coste, « Anne d’Est ou de Ferare, Duchesse de Guise & de Nemours », in Id., Les éloges et vies des reynes, princesses, dames et damoiselles illustres. Paris 1630, p. 32–37.
- Christiane Coester, Livre de comptes d’Anne d’Este de l’année 1593, Paris, Cour de France.fr, 2009. Document inédit publié en ligne le 3 mai 2009 (http://cour-de-france.fr/article998.html).